# 쿠나시르 해협
쿠나시르 해협(러시아어: Кунаширский пролив)은 사할린주의 쿠나시르섬과 홋카이도 동부 지역에 위치한 네무로반도, 시레토코반도를 사이에 둔 해협이다. 일본에서는 네무로 해협(일본어: 根室海峡)으로 불리고 있다.

## 같이 보기
- 쿠나시르섬
- 쿠릴 열도